# یواس‌سی‌جی‌سی سیکامور (دبلیوای‌جی‌ال-۲۶۸)
یواس‌سی‌جی‌سی سیکامور (دبلیوای‌جی‌ال-۲۶۸) (به انگلیسی: USCGC Sycamore (WAGL-268)) یک کشتی است که طول آن ۱۱۳ فوت ۹ اینچ (۳۴٫۶۷ متر) می‌باشد.